# Herminia yaeyamalis
Herminia yaeyamalis là một loài bướm đêm trong họ Noctuidae.